# カヤラン
カヤラン(榧蘭 Thrixspermum japonicum)は、ラン科カヤラン属の多年草で、小柄な着生植物である。樹木の幹や枝から垂れ下がるように生育し、気根で付着する。名前の由来は、細長い葉が並んでいる様子がカヤに似るためと言われる。

## 特徴
植物体はやや細長い茎からなり、ほとんど枝分かれしない。茎にはやや接近して多数の葉をつけ、下向きに伸びる。茎の基部側には落葉後の葉柄が重なり合う。茎の中程より基部側では葉の隙間から長い根が出て上向きに伸び、樹皮に張り付く。
葉は細い楕円形で偏平だがやや二つ折りになり、基部で半分捩れて茎の背面側に葉の表を向ける。長さは2-4cm、幅は4-6mm程度、深緑色で時に紫がかり、表面にはややつやがない。
花は春から初夏に咲く。茎の先端から少し根元側の葉の付け根から細長い花茎が出て、その先端が多少枝分かれしてそれぞれの先に花がつく。花は丸っこくて黄色、唇弁には赤い縞模様がある。残り五弁はほぼ同型、先端はやや抱えるように内に曲がる。なお、花茎は葉の並んだ平面の裏側に、それと平行するように伸びて花は葉先から少し顔を出す。

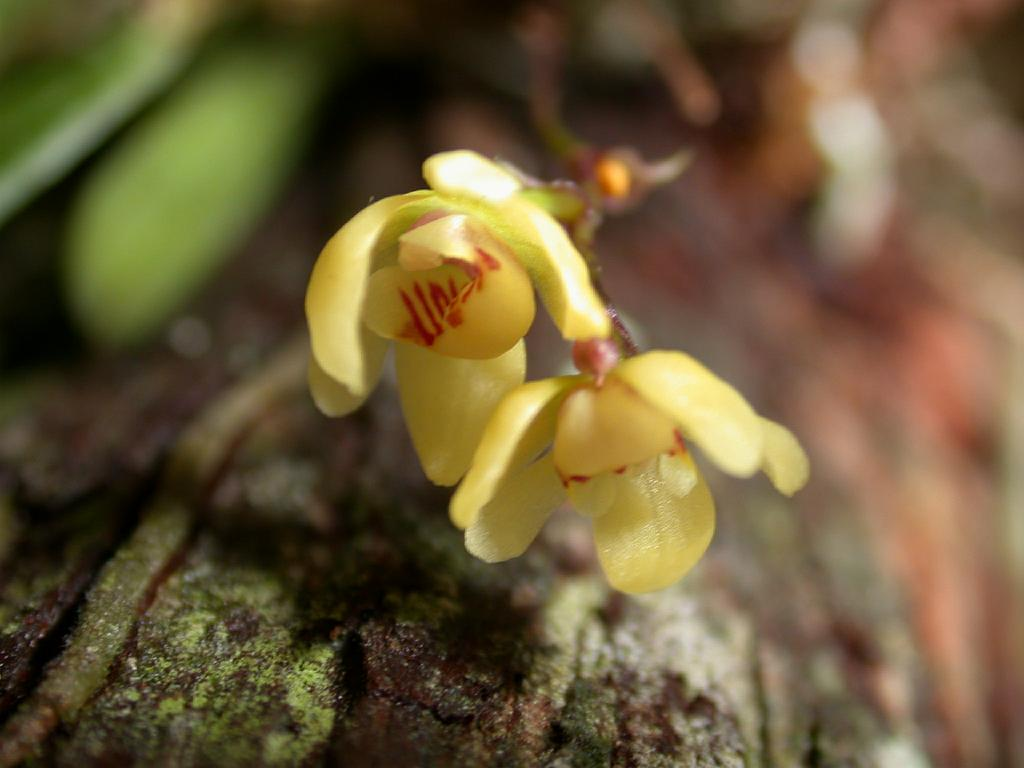
花

果実は細長くなって大きく、長さが3cm程になる。

## 生育環境など
着生植物であり、山地の川沿いの樹木の樹皮上に着くが、特に太い幹に着くことが多い。森林内に生え、開けたところに出ることは少ない。人工林で見ることも珍しくなく、着生ランとしては普通種の方に属する。
高い湿度を好み、栽培は比較的困難である。
日本固有種で本州（東北地方以南）から九州まで分布する。

## 利用
時に栽培されることもあるが、それほど鑑賞価値の高いものではない。しかし、野生ランであるから採取の対象になりやすく、目立つところ、手の届くところではまず見られないし、大きな株は非常に減少している。しかし、生来繁殖力の強い方と見え、見かけることはめずらしくはない。
栽培は可能だが環境適応性に乏しく、湿度・通風・日照・潅水量などの諸条件がすべて適切でないと長期育成は困難である。生長が遅いので環境不適応になっていても気付くのが遅れやすく、小型種で栄養蓄積量が限られるため一度衰弱させると回復不能になる場合がある。育成には栽培者の技量以外の環境要因が強く影響し、山間部では特別な世話もせず吊るしておくだけで増殖しているのに市街地ではいくら工夫しても衰弱死する、といった例がみられる。
無菌播種により容易に発芽するが、親株までの育成が容易ではなく営利的生産は採算が合わない。そのため園芸用に流通する個体はほとんど全部が野生由来である。

## 近似種

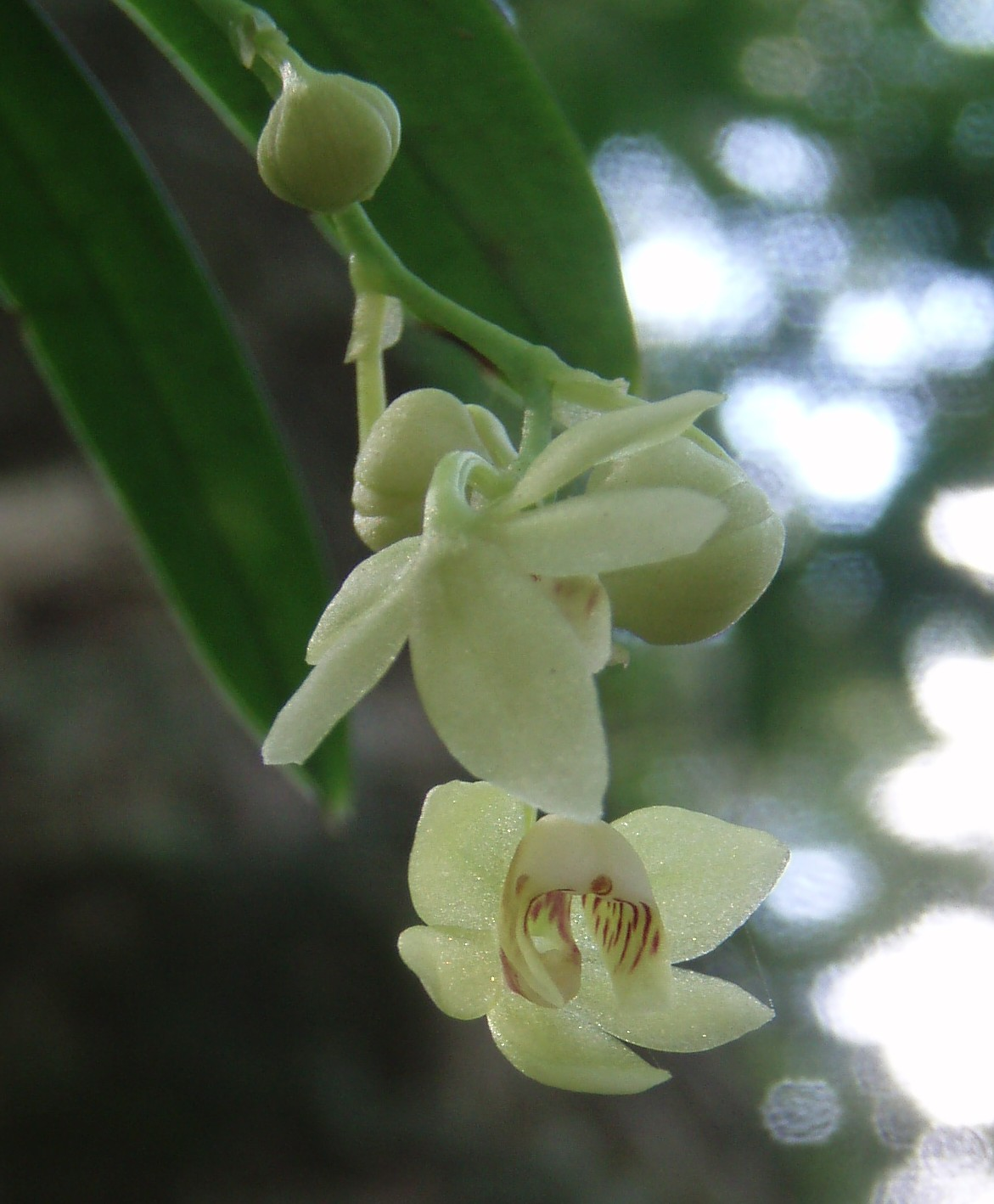
アマミカヤラン 奄美大島3月

カヤラン属はインド、東南アジアからオーストラリアに約190種があり、日本では本種のほか、琉球列島の奄美大島にアマミカヤラン（T. pygmaeum）、西表島にハガクレナガミラン（T. fantasticum）、イリオモテカヤラン（T. annamense var. devolianum）が知られている。
洋ランのバンダや胡蝶蘭に近縁とされ、国産のフウランなどとでも交配は可能である。日本では他に似た姿のものとしてマツラン(Gastrochilus matsuran)がある。この種は別名をベニカヤランと言い、よく似た姿ながらやや小型で葉に赤紫の斑点があるのが普通である。これに近縁のモミラン(Gastrochilus toramanus)も似ているが、こちらは成長するとむしろ樹皮上を這い回る姿となる。
日本のラン科植物で他に左右に葉を並べて垂れ下がるものにサガリラン(Diploprora championii)やヨウラクラン(Oberonia japonica)がある。ヨウラクランは葉が左右から偏平な単面葉となり、花は個々に見て取れないほどに小さなものを穂状につける。
また、幼くて垂れ下がる前のものはフウランのように見える場合もある。